# Kjell Storelid
Kjell Storelid (Stord, 24 ottobre 1970) è un ex pattinatore di velocità su ghiaccio norvegese.

## Palmarès

### Olimpiadi
- Argento a Lillehammer 1994 nei 5000 metri.
- Argento a Lillehammer 1994 nei 10000 metri.